# Harry Reynolds (ciclista)
Harry Reynolds (Balbriggan, 14 de desembre de 1874 - 16 de juliol de 1940) va ser un ciclista irlandès, que va començar a córrer el 1892. Es dedicà al ciclisme en pista de manera amateur i va aconseguir dues medalles, una d'elles d'or, al Campionat del món en Velocitat. Les conseqüències d'una caiguda durant una cursa a Nova York el desembre de 1907 van posar fi a la seva carrera.

## Palmarès
- 1896
  -  Campió del món amateur en velocitat